# Robert von Courtenay

Wappen der Familie Courtenay-Champignelles

Robert von Courtenay (* 1168; † 5. Oktober 1239 in Akkon) war ein Großmundschenk von Frankreich (Grand-Bouteiller de France) sowie Herr von Champignelles, Château-Renard, Charny, Chantecoq, Nonancourt, Conches-en-Ouche und Mehun-sur-Yèvre.
Er war ein Sohn des Peter von Frankreich, Herr von Courtenay, und über diesen ein Enkel des französischen Königs Ludwig VI. des Dicken. Sein älterer Bruder war Peter II. von Courtenay, der 1216 zum Lateinischen Kaiser von Konstantinopel gewählt wurde.

## Leben
Zusätzlich zu den von seinen Eltern geerbten Besitzungen Champignelles, Château-Renard, Charny und Chantecoq verlieh ihm König Philipp II. 1205 die Herrschaft über die Burgen von Conches und Nonancourt, nachdem Robert den König bei der Eroberung der Normandie unterstützt hatte. Robert nahm am Albigenserkreuzzug teil, wo er bei den Belagerungen von Béziers, Carcassonne (1209) und Lavaur (1211) zugegen war. 1216 unterstützte er bereitwillig den Prinzen Ludwig den Löwen bei der Eroberung Englands. Nachdem aber die Anhänger des Prinzen im Mai 1217 bei Lincoln eine schwere Niederlage gegen die englischen Barone erlitten hatten, wurden Robert und der Pirat Eustache le Moine von der Prinzessin Blanka von Kastilien beauftragt, ein neues Heer über den Ärmelkanal zu führen. Vor der Küste von Sandwich wurde ihre Flotte allerdings im August 1217 von einer englischen unter Hubert de Burgh abgefangen. In der folgenden Seeschlacht von Sandwich war Robert durch sein unbesonnenes Handeln maßgeblich für die Niederlage der französischen Flotte verantwortlich, wodurch er in Gefangenschaft geriet und die Flotte zum Rückzug nach Calais gezwungen wurde. Die Eroberung Englands musste darauf aufgeben werden.
Trotz dieser Niederlage blieb Robert nach seiner Freilassung weiterhin in der Gunst des Prinzen. Nachdem dieser 1223 als Ludwig VIII. König wurde, wurde Robert von diesem mit dem Amt eines Großmundschenks betraut. Robert begleitete den König 1226 erneut auf den Albigenserkreuzzug und nahm dabei an der Belagerung von Avignon teil, wenig später starb der König in Montpensier. Gemeinsam mit seiner zweiten Frau gründete Robert 1234 die Abtei Notre-Dame de Beauvoir bei Marmagne. Darauf entschloss er sich dem Kreuzzug der Barone anzuschließen und legte 1237 in Bourges sein Testament nieder. Kaum im Heiligen Land angekommen, starb Robert dort am 5. Oktober 1239 in Akkon.

## Ehen und Nachkommen
Robert war in erster Ehe mit Constance de Toucy verheiratet, mit der er zwei Töchter hatte.
- Clemence, ⚭ Johann von Le Donjon, Herr von Yerres
- Agnes, ⚭ Gibaud von Saint-Verain († um 1255)

In zweiter Ehe heiratete er um 1217 Mathilde († 1240), die Witwe Johanns III. von Beaugency-sur-Loire, Tochter Philipps von Mehun, Erbin der Burg und Herrschaft Mehun-sur-Yèvre. Ihre Kinder waren:
- Blanche/Mathilde, Herrin von Bléneau, ⚭ 1223 mit Ludwig I., Graf von Sancerre
- Peter (* um 1218; X 1249/1250, Sechster Kreuzzug), Herr von Conches und Mehun
  - eine Tochter: Amicia († 1275), ⚭ 1262 mit Graf Robert II. von Artois
- Isabella (* 1219; † 1257), ⚭ mit Johann den Weisen, Graf von Auxonne und Chalon-sur-Saône
- Philipp (* 1221; † 1246), Herr von Champignelles
- Raoul (* 1223; † 1271 in Neapel) Herr von Illiers, 1269 Graf von Chieti, Anhänger Karls von Anjou in Italien
  - eine Tochter: Gräfin Mathilde von Chieti († 1303), ⚭ mit Philippe de Dampierre, Graf von Teano
- Robert (* 1224; † 4. August 1279), Bischof von Orléans
- Johann (* 1226; † 20. August 1270 vor Tunis, Siebter Kreuzzug), Erzbischof von Reims
- Wilhelm I. (* 1228; † 1280), Nachkommen bis 1733